# Forza Motorsport 2
Forza Motorsport 2 är ett bilspel utvecklat av Turn 10 Studios och är en uppföljare till Forza Motorsport till Xbox 360. Spelet släpptes i Europa den 8 juni 2007. Spelet innehåller 309 bilmodeller och 24 banor.